# Dieldrina

La dieldrina o dieldrin è un insetticida organoclorurato prodotto nel 1948 dalla J. Hyman & Co. di Denver.
La dieldrina è un'aldrina ossidata. Fu usata abbondantemente dagli anni cinquanta agli anni settanta ed il suo uso è oggi proibito in molti paesi. 
Fa parte degli inquinanti organici persistenti. È correlata all'insorgere della malattia di Parkinson, del cancro, di danni al sistema immunitario, riproduttivo, nervoso e ai nascituri.